# Paris Smith
Paris Smith (Houston, Texas; 1 de febrero de 2000) es una actriz, cantante y bailarina estadounidense conocida por interpretar a Madelyn "Maddie" Van Pelt en la serie de televisión de Nickelodeon Every Witch Way. Entre sus apariciones se incluyen R.A.D.I.C.A.L.S, Puncture, Modern Family, entre otras.
Smith ganó el premio a mejor actuación en un cortometraje por su actuación en Scouted en los Young Artist Awards 2013, y fue nominada en 2014 en la categoría de mejor actuación en una serie de TV.

## Filmografía
| Año     | Título                     | Personaje       | Notas                          |
| ------- | -------------------------- | --------------- | ------------------------------ |
| 2010    | The Presentation           | Rachel          | Cortometraje                   |
| 2011    | Puncture                   | Kia (12 sños)   |                                |
| 2012    | I Am Not a Hipster         | Joy joven       |                                |
| 2012    | Scouted                    | Molly           | Cortometraje                   |
| 2012    | MyMusic                    | Niña #3         | Episodio: "Choosing Sides"     |
| 2013    | Modern Family              | Becca           | Episodio: "New Year's Eve"     |
| 2013    | The Bedtime Story          | Jamie           | Cortometraje                   |
| 2013    | Totally                    | Crystal         | Cortometraje                   |
| 2014    | R.A.D.I.C.A.L.S            | Ryan            |                                |
| 2014    | ReactToThat                | Ella misma      |                                |
| 2014–15 | Every Witch Way            | Maddie Van Pelt | Papel principal                |
| 2015    | Talia in the Kitchen       | Maddie Van Pelt | Episodio: "Every Witch Lola's" |
| 2015    | Nicky, Ricky, Dicky & Dawn | Ella misma      | Episodio: "Go Hollywood"       |
| 2016    | Speechless                 | Estudiante #1   | Episodio: "B-o-n-Bonfire"      |

## Discografía

### Sencillos
| Title                                                                             | Year | Peak chart positions | Peak chart positions | Peak chart positions | Peak chart positions | Peak chart positions | Peak chart positions | Peak chart positions | Certificación | Álbum            |
| Title                                                                             | Year | UK                   | AUS                  | FIN                  | GER                  | IRL                  | NOR                  | US                   | Certificación | Álbum            |
| --------------------------------------------------------------------------------- | ---- | -------------------- | -------------------- | -------------------- | -------------------- | -------------------- | -------------------- | -------------------- | ------------- | ---------------- |
| "Crush on Hollywood"                                                              | 2011 | —                    | —                    | —                    | —                    | —                    | —                    | —                    |               | Non-album single |
| "Game Over"                                                                       | 2011 | —                    | —                    | —                    | —                    | —                    | —                    | —                    |               | Non-album single |
| "He Says"                                                                         | 2011 | —                    | —                    | —                    | —                    | —                    | —                    | —                    |               | Non-album single |
| "—" denotes a recording that did not chart or was not released in that territory. |      |                      |                      |                      |                      |                      |                      |                      |               |                  |

## Premios y nominaciones
| Año  | Premio              | Categoría                          | Trabajo         | Resultado |
| ---- | ------------------- | ---------------------------------- | --------------- | --------- |
| 2011 | Premios Celebración | Mejor Actuación De Niña            | Prisionera      | Nominada  |
| 2013 | Young Artist Awards | Mejor actuación en un cortometraje | Scouted         | Ganadora  |
| 2014 | Young Artist Awards | Mejor actuación en una serie de TV | Modern Family   | Nominada  |
| 2015 | Young Artist Awards | Mejor actuación en una serie de TV | Every Witch Way | Nominada  |